# Sensitivity reader
Un sensitivity reader (litt. « lecteur en sensibilité »), ou démineur éditorial,, est une personne chargée par un auteur ou une maison d'édition d’examiner une œuvre littéraire avant publication en vue de débusquer des contenus pouvant être perçus comme choquants, offensants ou porteurs de stéréotypes ou de biais, et de rédiger un rapport avec des suggestions de réécriture.
En France, le terme de lecteur sensible apparaît dans l'édition 2026 du dictionnaire Le Petit Larousse.

## Définition
Un sensitivity reader est une personne dont la mission est de repérer dans un texte tout contenu susceptible d’être perçu comme offensant, inapproprié ou inexact.

## Controverses
Le travail des sensitivity readers suscite des controverses. Lorsque Kevin Lambert se félicite, en 2023, d'avoir fait appel à un sensitivity reader pour l'écriture de son ouvrage Que notre joie demeure, dans la première sélection du Goncourt, il déclenche une polémique en France.
Les partisans de ces modifications d'œuvres littéraires estiment que « la qualité littéraire d'une œuvre est notablement améliorée » quand celle-ci est revue et corrigée par d'autres personnes issues d'une nation spécifique ou d'une communauté autre que celle de son auteur. Helen Wicks, directrice des publications jeunesse chez Bonnier, défend cette pratique ainsi : « Nous reconnaissons qu’il s’agit de trouver un équilibre délicat, et que la voix de l’auteur doit être respectée. Cependant, nous pensons que les sensitivity readers peuvent jouer un rôle important dans les publications avant-gardistes et inclusives. »
Les opposants à ces travaux de relecture accusent les sensitivity readers d'être « de nouveaux gardiens de la morale » et d'appliquer le filtre de la cancel culture à la littérature,. Ainsi, les britanniques Anthony Horowitz et Kate Clanchy (en) ont tous les deux critiqué les conséquences de la relecture de leurs livres par des sensitivity readers. En février 2023, l’éditeur anglais des œuvres de Roald Dahl (Puffin Books (en), division jeunesse de Penguin), a décidé d'utiliser les services de sensitivity readers pour vérifier le contenu des œuvres de l'auteur. L'éditeur français de l'auteur, Gallimard Jeunesse, s’est refusé à faire de même. Suzanne Nossel (en), la directrice de PEN America (en), la branche américaine de l’association PEN International, s'est déclarée « alarmée » par ces méthodes qu'elle perçoit comme « un prétendu effort pour nettoyer les livres de ce qui pourrait offenser quelqu'un ». Salman Rushdie, quant à lui, y voit une « censure absurde » et Bret Easton Ellis une pratique non pas liée à une idéologie, mais au capitalisme et à l'envie de faire des affaires.

## Dans la littérature
Dans son roman dystopique, paru en 2023, Sensibilités, l'autrice Tania de Montaigne conte la disparition d'une maison d'édition baptisée Feel good qui, à force de réécrire les livres des auteurs pour ne pas heurter les sensibilités, faire monter le cours de son action en bourse et se conformer aux attentes des messages postés sur les réseaux sociaux finit par perdre tous ses lecteurs,.